# GNUstep
O GNUstep é uma implementação do software livre das bibliotecas Objective-C OpenStep da NeXT (chamada "frameworks"), widget toolkit, e ferramentas de desenvolvimento de aplicativos não só para sistemas operacionais Unix-like, mas também para o Microsoft Windows. Ele é parte do Projeto GNU.
GNUstep exibe um ambiente de desenvolvimento orientado a objeto multi-plataforma, baseado e compatível com a especificação OpenStep desenvolvida pela NeXT (que foi comprada pela Apple Inc. Como a Apple, o GNUstep também tem uma interface Java para a OpenStep, assim como Ruby e Scheme bindings. Os desenvolvedores do GNUstep seguiram algumas adições ao Cocoa da Apple para manter a compatibilidade. As raízes da interface de aplicação GNUstep são as mesmas raízes da Cocoa: A NeXT e o OpenStep. O GNUstep é anterior a Cocoa.

## História
O GNUstep começou quando Paul Kunz e outros no SLAC quiseram portar o HippoDraw do NeXTSTEP para outra plataforma. Ao invés de reescrever o HippoDraw do inicio e reusar somente o design da aplicação, eles decidiram reescrever a camada orientada a objeto do NeXTSTEP de que a aplicação dependia. Essa foi a primeira versão da libobjcX. Ela permitiu a eles portar o HippoDraw para sistemas Unix rodando o X Window System sem modificar uma única linha do código-fonte da aplicação deles. Depois da especificação OpenStep ser distribuída ao público em 1994, eles decidiram escrever um novo objcX ao qual seriam adicionadas novas APIs. O software ficou conhecido como "GNUstep".

## Paradigmas
GNUstep foi modelado de forma similar ao OPENSTEP, a implementação da NeXT da OpenStep API, portando, herdou alguns princípios do design propostos pelo OPENSTEP, assim como a linguagem Objective-C.
- paradigma Model-view-controller
- Target-Action
- Drag and drop
- Delegation
- Message forwarding (através do NSInvocation)

## Compatibilidade de classes

### Foundation Kit
- strings
- coleções (arrays, sets, dicionários) e enumeradores
- arquivo de administração
- objeto de arquivamento
- manipulação de data avançada
- distributed objects e comunicação inter-processo
- manuseio de URL
- notificações  (e distribuição de notificações)
- fácil multi-threading
- timers
- locks
- exception handling

### Application Kit
- Elementos da interface do usuário (exibições em tabela, navegadores, matrizes, exibições de rolagem)
- gráficos (WYSIWYG, postscript como gráficos, bezier paths, manipulação de imagem com várias representações e contextos gráficos)
- gerenciamento de cores (calibração X dispositivo de cores; CMYK, RGB, HSB, cinza e representações da cor com o nome; transparência alfa)
- texto características do sistema: formato de texto rico, anexos de texto, gerenciador de layout, tipógrafo, regras, estilos de parágrafo, gerenciamento de fontes, ortografia
- gestão de documentos
- recursos de impressão: as operações de impressão, o painel de impressão e layout de página
- Gerenciador de Ajuda
- serviços de pasteboard (aka clip board)
- verificador ortográfico
- área de trabalho ligada com os aplicativos
- operações de arrastar e soltar
- serviços de compartilhamento entre os aplicativos

## GNUSTEP live CD
O GNUSTEP live CD é baseado no Debian e roda em IA-32, x86-64, PowerPC, e UltraSPARC. Hoje é criado usando a ferramenta debian-live. Instalando o sistema para um disco rígido é possível,  acessar à Internet com a ferramenta debootstrap.